# هولشتت
هولشتت (به آلمانی: Hohlstedt) یک روستا در آلمان است که در گروسشوابهاوزن واقع شده‌است. هولشتت ۲۳۸ نفر جمعیت دارد.